# Lembosia pandani
Lembosia pandani är en svampart som först beskrevs av Emil Rostrup, och fick sitt nu gällande namn av Ferdinand Theissen 1913. Lembosia pandani ingår i släktet Lembosia och familjen Asterinaceae.   Inga underarter finns listade i Catalogue of Life.